# Acetilcolinesterasa
La acetilcolinesterasa o colinesterasa grupo sanguineo (AChE) es una enzima humana de la familia de colinesterasas que se encuentra en los tejidos nerviosos y los glóbulos rojos, cuya función principal es hidrolizar al neurotransmisor acetilcolina. En los glóbulos rojos constituye un antígeno celular llamado Yt.

## Características
La enzima acetilcolinesterasa existe en varias isoformas moleculares, cada una con propiedades catalíticas similares, aunque difieren en la forma como se adhieren a la superficie de la membrana celular. Por ejemplo, las variantes neuronales de la AChE tienen actividades enzimáticas indistinguibles entre ellos, pero difieren en su expresión, en el ensamblaje de sus cadenas y en la asociación proteica a nivel de la membrana. El complejo enzimático es codificado por un solo gen en el cromosoma 7 y las formas diferentes de unión a la membrana celular aparecen luego de modificaciones después de la traducción genética, así como por el uso de diferentes promotores del ADN.

## Patologías
Modular la actividad de la acetilcolinesterasa es una de las maniobras terapéuticas fundamentadas en aliviar las funciones cognitivas en pacientes con la enfermedad de Alzheimer.
La acetilcolinesterasa es el blanco de los gases nerviosos, los cuales bloquean su acción causando una contracción muscular interminable por todo el cuerpo.